# Heather Bresch
Heather Bresch (nata Heather Renée Manchin; Morgantown, 27 giugno 1969) è un'imprenditrice statunitense, fino al 2020 CEO dell'azienda farmaceutica olandese Mylan in cui era entrata nel 2012 come CFO, diventando così la prima donna in una società farmaceutica Fortune 500. Bresch si è ritirata nel 2020 dopo la fusione di Mylan con Upjohn.
Bresch è stata una figura centrale in due controversie: una nel 2007 per l'accusa di aver gonfiato il suo curriculum con un diploma MBA non ottenuto e una come CEO di Mylan sul prezzo dei prodotti della società EpiPen. Nel 2015 è stata inserita al 22º posto nella lista di Fortune delle donne più potenti.
Bresch è la figlia dell'ex Governatore della Virginia Occidentale e attuale senatore degli Stati Uniti Joe Manchin.

## Biografia
Nata Heather Renée Manchin, a Morgantown, Virginia Occidentale, Bresch è cresciuta a Fairmont e Farmington, in una famiglia cattolica romana di parziale discendenza italiana e ceca.  È la figlia di Gayle Conelly Manchin e Joe Manchin, un politico di spicco per tutta la sua infanzia e ora senatore senior degli Stati Uniti dal West Virginia.
Bresch ha frequentato la Fairmont Senior High School di Fairmont,  e si è laureata alla West Virginia University (WVU) nel 1991 in scienze politiche e relazioni internazionali. Ha anche ottenuto il suo primo lavoro nel 1991: impiegata per Mylan.

### Polemica sull'MBA
Nel 2007, The Pittsburgh Post-Gazette ha riferito che Bresch aveva affermato di avere un MBA presso la West Virginia University, ma l'università lo ha contestato. Successivamente l'università le ha conferito un EMBA (un Master in Business Administration#Executive)  nonostante avesse completato solo 26 dei 48 crediti richiesti. All'epoca suo padre era governatore dello stato del West Virginia.
Nella controversia che ne seguì, l'università annunciò nell'aprile 2008 che avrebbe revocato la laurea di Bresch. Michael Garrison, all'epoca presidente della WVU, sarebbe stato "un amico di famiglia ed ex socio in affari di Bresch" ed un ex consulente e lobbista per Mylan. Dopo un voto di sfiducia della facoltà, Garrison e diversi funzionari universitari si sono successivamente dimessi.

## Carriera
Bresch ha iniziato a lavorare come impiegata in una fabbrica di proprietà di Mylan, un'azienda di farmaci generici, ed è cresciuta nell'azienda fino a diventarne responsabile finanziario nel 2012.  In una partita di basket della WVU nel 1992, il padre di Bresch, il politico Joe Manchin, ha accennato al CEO di Mylan, Milan Puskar, che la figlia era alla ricerca di lavoro; subito dopo l'azienda le ha offerto un posto nel dipartimento di controllo qualità di una fabbrica a Morgantown, prima di promuoverla a livelli esecutivi.

### Rapporti con il governo
Dal 2002 al 2005, Bresch è stata direttrice delle relazioni di Mylan con il governo. Ha contribuito allo sviluppo del Medicare Prescription Drug, Improvement, and Modernization Act del 2003, che ha creato Medicare Part D, un beneficio per i farmaci soggetti a prescrizione.
Nel 2006, Bresch ha testimoniato davanti alla Commissione speciale sull'invecchiamento del Senato degli Stati Uniti per fare pressioni per modifiche alla legge che impedirebbero alle aziende farmaceutiche di sollevare sfide all'introduzione di concorrenti generici presentando petizioni dei cittadini alla FDA e che impedirebbero alle aziende farmaceutiche di sottoquotare i profitti delle aziende di farmaci generici facendo accordi per l'introduzione di farmaci generici autorizzati.
Quando Mylan si espanse a livello internazionale, Bresch notò che l'impianto di produzione farmaceutica di Mylan con sede negli Stati Uniti aveva personale a tempo pieno della Food and Drug Administration (FDA) dedicato alla fabbrica, mentre le strutture all'estero non erano state ispezionate dalla FDA per più di un decennio.
Bresch ha convinto molti dei concorrenti di Mylan a sostenere quello che è diventato il Generic Drug User Fee Act, che ha proposto ai legislatori nel 2010.  Secondo la legge l'industria dei generici pagherebbe le tasse della FDA di $ 300 milioni per ottenere l'approvazione dei loro farmaci, e in ritorno, la FDA ispezionerebbe gli impianti di produzione di farmaci stranieri alla stessa velocità degli impianti con sede negli Stati Uniti. L'analisi economica della legge ha mostrato che il costo di alcuni farmaci generici è aumentato e che sono state avvantaggiate le aziende farmaceutiche più grandi a spese delle aziende più piccole.

## Vita privata
Bresch è sposata con l'avvocato di Jones Day Jeffrey J. Bresch. In precedenza era stata sposata con l'uomo d'affari Douglas Kirby. Vive con suo marito e quattro figli a Sewickley Heights, in Pennsylvania.